# Elijah Krahn
Elijah Krahn (Hamburgo, 24 de agosto de 2003) es un futbolista alemán. Juega de centrocampista y su equipo es el F. C. Saarbrücken de la 3. Liga de Alemania.

## Trayectoria
Krahn hizo su debut profesional con el Hamburgo S.V. el 6 de febrero de 2022 en un partido de 2. Bundesliga ante el SV Darmstadt 98 cuyo resultado acabó en victoria por cinco goles a cero.

## Clubes
| Club              | País     | Año       |
| ----------------- | -------- | --------- |
| Hamburgo S. V. II | Alemania | 2021-2022 |
| Hamburgo S. V.    | Alemania | 2022-2024 |
| F. C. Saarbrücken | Alemania | 2024-     |